# Balada o Allosaurovi

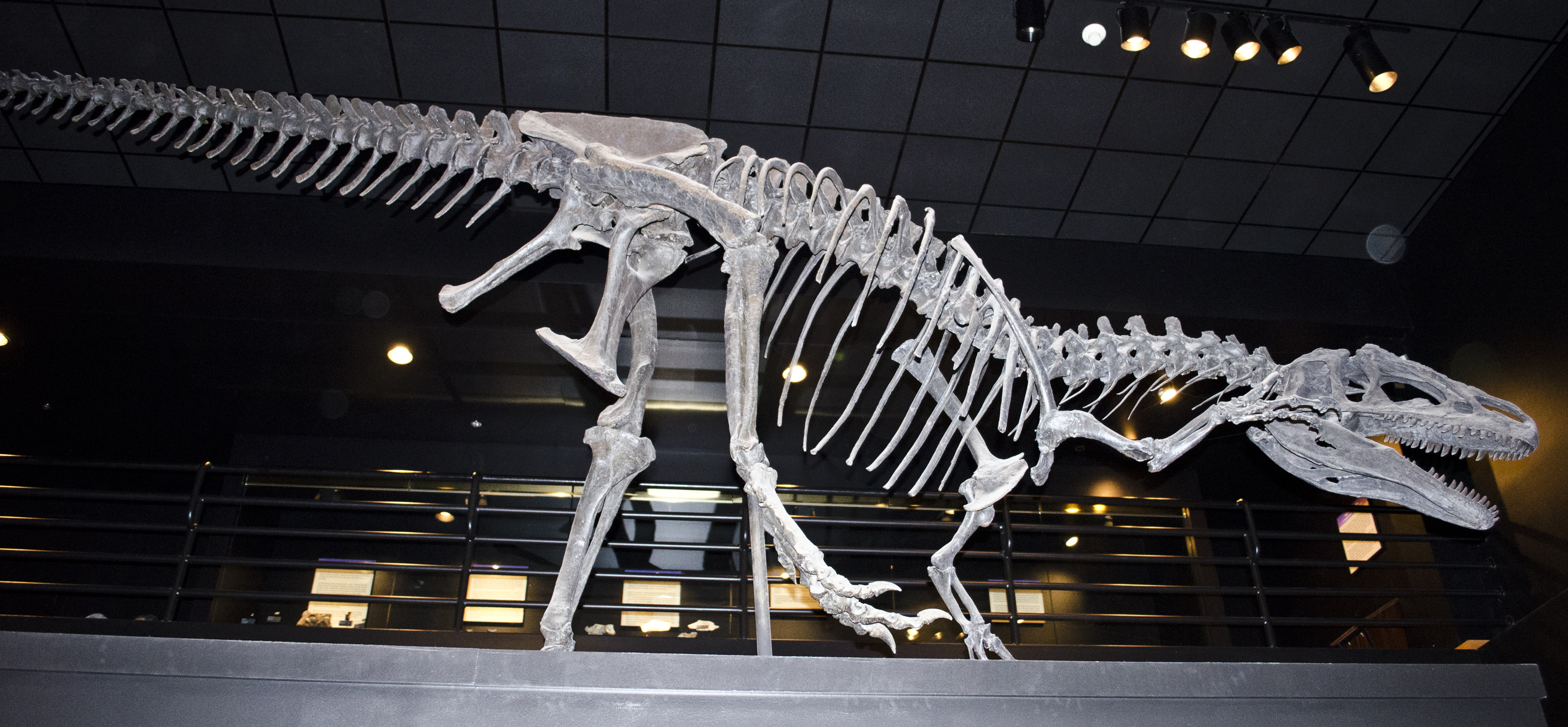
Big Al v paleontologickém muzeu Museum of the Rockies

Balada o Allosaurovi (v anglickém originále The Ballad of Big Al) je britský pseudo-dokumentární televizní film, který je speciálem k cyklu Putování s dinosaury. Premiérově byl odvysílán na stanici BBC One 25. prosince 2000. Vypráví o životě mladého allosauřího samce jménem Velký Al (anglicky Big Al).

## Příběh
Příběh začíná na konci jury před 145 miliony let. Malý Al se narodí v jurském světě obřích býložravých dinosaurů, jako byli apatosaurus nebo stegosaurus. V pěti letech Al měří 9 m, ale stále nedorůstá do plné velikosti 13 m. O rok později měří 10 m.
Při jednom lovu v období sucha se zraní – zlomí si prostřední prst na levé zadní končetině, a to během útoku na dryosaura. Během svého života si také zlomil dráp a ze souboje s alosauří samicí vyvázl s několika zlomenými žebry. Příběh smutně končí Alovou smrtí, která nastala v důsledku vyčerpání a žádného přísunu živin.